# Elis Ligtlee
Elis Ligtlee (* 28. Juni 1994 in Deventer) ist eine ehemalige niederländische Bahnradsportlerin, die auf Kurzzeitdisziplinen spezialisiert war. 2016 wurde sie Olympiasiegerin im Keirin.

## Sportliche Laufbahn
2011 wurde Elis Ligtlee dreifache niederländische Junioren-Meisterin, im Keirin, im Sprint und im 500-Meter-Zeitfahren. Ihren ersten internationalen Erfolg errang sie bei den Bahn-Europameisterschaften der Junioren, als sie Bronze im Zeitfahren erlangte. Im Jahr darauf belegte sie bei den Bahn-Weltmeisterschaften der Junioren Rang zwei im Zeitfahren, bei den Junioren-Europameisterschaften wurde sie jeweils Zweite im Keirin und im Zeitfahren. 2013 wurde sie zunächst gemeinsam mit Shanne Braspennincx Europameisterin (U23) im Teamsprint sowie im Zeitfahren. Später im Jahr errang sie in Omnisport Apeldoorn den EM-Titel der Elite im Keirin. Im Sprint belegte sie Platz zwei und im Teamsprint gemeinsam mit Braspennincx Rang vier. 2014 konnte Ligtlee ihren europäischen Keirin-Titel verteidigen und stand auch im Sprint und im Teamsprint auf dem Podium.
Bei den UEC-Bahn-Europameisterschaften 2015 in Grenchen war die hochgewachsene Elis Ligtlee (1,92 Meter) mit vier Medaillen die erfolgreichste Sportlerin: Zweimal errang sie Gold – im Sprint und im Keirin –, einmal Silber über 500 Meter sowie Bronze im Teamsprint, gemeinsam mit Laurine van Riessen. Bis 2015 errang Elis Ligtlee neun nationale Meistertitel in verschiedenen Disziplinen des Bahnradsportes.
Im Januar 2016 startete Elis Ligtlee im Keirin-Wettbewerb der Frauen beim Sechstagerennen von Rotterdam. Sie kollidierte dabei mit der Britin Victoria Williamson, die sich bei dem folgenden Sturz das Becken und mehrere Wirbel brach sowie tiefe Schnittwunden davontrug; Ligtlee erlitt eine Gehirnerschütterung und den Bruch eines Wangenknochens. Anschließend wurde das Rennen abgebrochen. Ursprüngliche Befürchtungen, Williamson könnte gelähmt sein, bestätigten sich nicht.
Im selben Jahr wurde Ligtlee für die Teilnahme an den Olympischen Spielen in Rio de Janeiro nominiert. Im Keirin errang sie die Goldmedaille, im Sprint belegte sie Rang vier und im Teamsprint gemeinsam mit Laurine van Riessen Rang fünf. Bei den UCI-Bahn-Weltmeisterschaften 2018 in Apeldoorn errang sie Bronze im Zeitfahren. Wegen einer Nierenbeckenentzündung musste sie ihre Teilnahme an den im August 2018 stattfindenden Bahneuropameisterschaften absagen.
Im Dezember 2018 erklärte Elis Ligtlee ihren Rücktritt vom aktiven Radsport: Es fehle ihr an Motivation. Im Laufe ihrer Radsportkarriere errang sie insgesamt eine olympische Goldmedaille, vier WM-Medaillen, einen Weltcup-Sieg, 28 EM-Medaillen und 15 Medaillen bei nationalen Meisterschaften.

## Diverses
2015 wurde Elis Ligtlee als beste niederländische Nachwuchssportlerin im Radsport mit der Gerrie Knetemann Trofee geehrt, als erste Frau seit 1961, dem Jahr, in dem die Auszeichnung erstmals vergeben wurde.
Ihr Bruder ist der Bahnradsportler Sam Ligtlee.

## Erfolge
2011

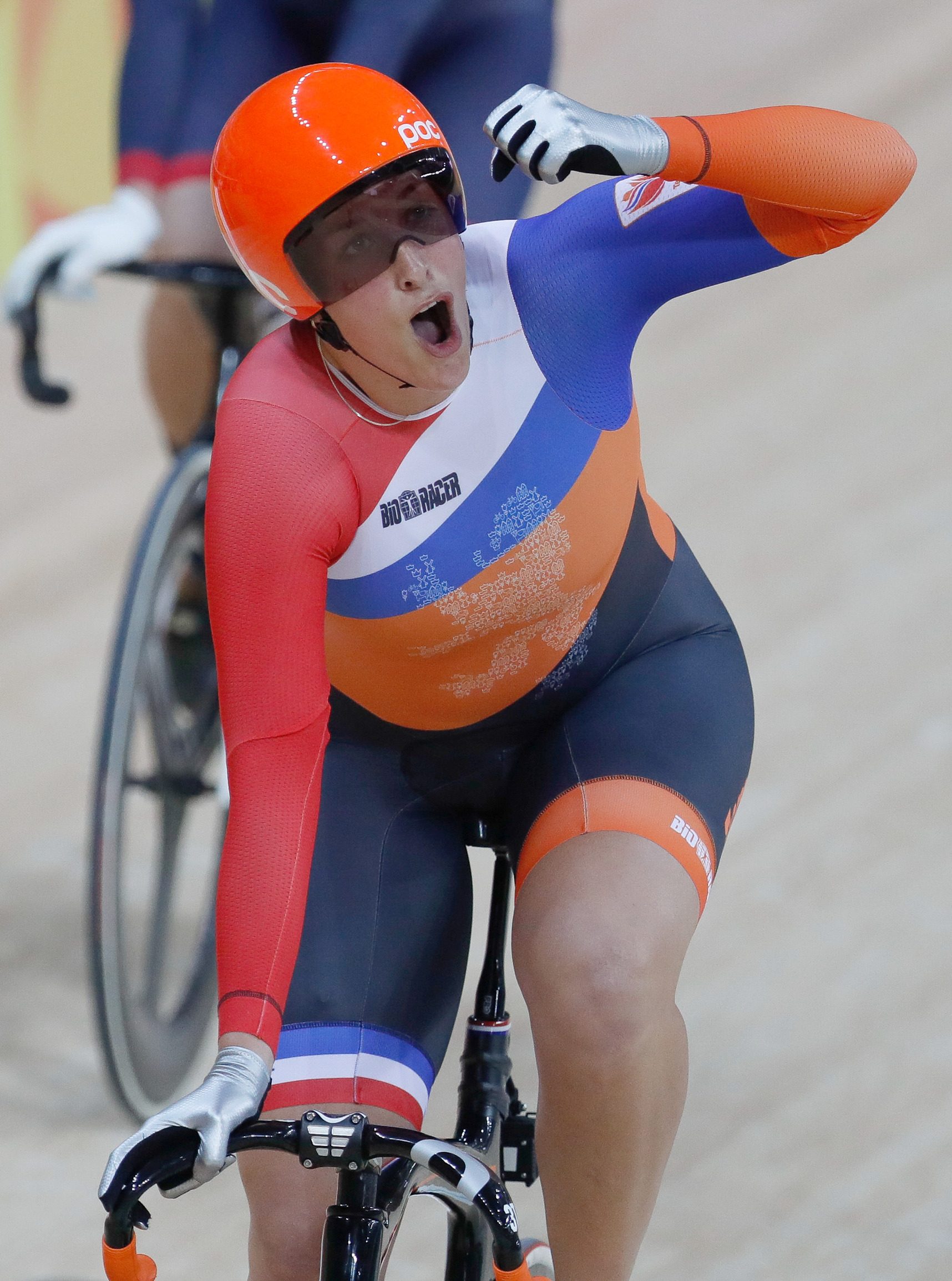
Elis Ligtlee nach ihrem Sieg im Keirin bei den Olympischen Spielen 2016

- Junioren-Europameisterschaft – 500-Meter-Zeitfahren
- Niederländische Junioren-Meisterin – Keirin, Sprint, 500-Meter-Zeitfahren

2012
- Junioren-Weltmeisterschaft – 500-Meter-Zeitfahren
- Junioren-Europameisterschaft – 500-Meter-Zeitfahren
- Junioren-Europameisterschaft – Keirin, Teamsprint (mit Tamar Vedder)
- Niederländische Meisterin – Keirin

2013
- Europameisterschaft – Keirin, 500-Meter-Zeitfahren
- U23-Europameisterin – Teamsprint (mit Shanne Braspennincx)
- U23-Europameisterschaft – Sprint
- Niederländische Meisterin – Sprint, 500-Meter-Zeitfahren

2014
- Europameisterschaft – 500-Meter-Zeitfahren
- Europameisterschaft – Teamsprint (mit Shanne Braspennincx)
- U23-Europameisterin – Keirin
- U23-Europameisterschaft – Sprint, Teamsprint (mit Yesna Rijkhoff)
- U23-Europameisterschaft – 500-Meter-Zeitfahren
- Niederländische Meisterin – Sprint, Keirin, 500-Meter-Zeitfahren

2015
- Weltmeisterschaft – Sprint
- Bahnrad-Weltcup in Cali – Sprint
- Europameisterin – Keirin, Sprint
- Europameisterin – 500-Meter-Zeitfahren
- Europameisterin – Teamsprint (mit Laurine van Riessen)
- Europameisterschaft (23) – Sprint
- Europameisterschaft (23) – Keirin, 500-Meter-Zeitfahren, Teamsprint (mit Kyra Lamberink)

2016
- Olympiasiegerin – Keirin
- Weltmeisterschaft – 500-Meter-Zeitfahren
- Europameisterin (U23) – Sprint, Keirin, Zeitfahren, Teamsprint

2018
- Weltmeisterschaft – 500-Meter-Zeitfahren